# Oscaruddelingen 1978
Oscaruddelingen 1978 var den 50. oscaruddeling, hvor de bedste film fra 1977 blev hædret af Academy of Motion Picture Arts and Sciences. Uddelingen blev afholdt 3. april 1978 i Dorothy Chandler Pavilion i Los Angeles, Californien, USA. Værten var Bob Hope, der var vært for uddelingen for nittende og sidste gang.

## Vindere og nominerede
Nomineringen blev offentliggjort den 21. februar 1978. Vindere står øverst, er skrevet i fed.
| Bedste film | Bedste instruktør |
| --- | --- |
| - Mig og Annie – Charles H. Joffe, producer - Hvem sover hvor? – Ray Stark, producer - Julia – Richard Roth, producer - Star Wars – Gary Kurtz, producer - Skillevejen – Herbert Ross and Arthur Laurents, producers | - Woody Allen – Mig og Annie - Steven Spielberg – Nærkontakt af tredie grad - Fred Zinnemann – Julia - George Lucas – Star Wars - Herbert Ross – Skillevejen |
| Bedste mandlige hovedrolle | Bedste kvindelige hovedrolle |
| - Richard Dreyfuss – Hvem sover hvor? som Elliot Garfield - Woody Allen – Mig og Annie som Alvy "Max" Singer - Richard Burton – Hesteguden som Doctor Martin Dysart - Marcello Mastroianni – En ganske særlig dag som Gabriele - John Travolta – Disco-feber som Anthony "Tony" Manero | - Diane Keaton – Mig og Annie som Annie Hall - Anne Bancroft – Skillevejen som Emma Jacklin - Jane Fonda – Julia as Lillian Hellman - Shirley MacLaine – Skillevejen som DeeDee Rodgers - Marsha Mason – Hvem sover hvor? som Paula McFadden |
| Bedste mandlige birolle | Bedste kvindelige birolle |
| - Jason Robards – Julia som Dashiell Hammett - Mikhail Baryshnikov – Skillevejen som Yuri Kopeikine - Peter Firth – Hesteguden som Alan Strang - Alec Guinness – Star Wars som Obi Wan Kenobi - Maximilian Schell – Julia som Johann | - Vanessa Redgrave – Julia as Julia - Leslie Browne – Skillevejen as Emilia Rodgers - Quinn Cummings – Hvem sover hvor? as Lucy McFadden - Melinda Dillon – Nærkontakt af tredie grad as Jillian Guiler - Tuesday Weld – Hvor er Mr. Goodbar? as Katherine Dunn |
| Bedste historie og manuskript baseret på faktuelt materiale eller materiale, der ikke tidligere er offentliggjort eller produceret | Bedste manuskript baseret på materiale fra et andet medium |
| - Mig og Annie – Woody Allen og Marshall Brickman - Hvem sover hvor? – Neil Simon - Godt skudt, du gamle – Robert Benton - Star Wars – George Lucas - Skillevejen – Arthur Laurents | - Julia – Alvin Sargent baseret på romanen Pentimento af Lillian Hellman - Hesteguden – Peter Shaffer baseret på hans skuespil Equus - Ingen dans på roser – Gavin Lambert og Lewis John Carlino baseret på romanen I Never Promised You a Rose Garden af Hannah Greene - Åh, Gud – Larry Gelbart baseret på romanen af Avery Corman - Begærets dunkle mål – Luis Buñuel og Jean-Claude Carrière baseret på romanen La Femme et le pantin af Pierre Louÿs |
| Bedste fremmedsprogede film | Bedste dokumentar |
| - Du har jo livet for dig (Frankrig) - Ifigenia (Grækenland) - Entebbe - Operation Thunderbolt (Israel) - En ganske særlig dag (Italien) - Begærets dunkle mål (Spanien) | - Who Are the DeBolts? And Where Did They Get Nineteen Kids? – John Korty - The Children of Theatre Street – Robert Dornhelm og Earle Mack - High Grass Circus – Tony Ianzelo og Torben Schioler - Homage to Chagall: The Colours of Love – Harry Rasky - Union Maids – Jim Klein, Miles Mogulescu og Julia Reichert |
| Bedste korte dokumentar | Bedste kortfilm |
| - Gravity Is My Enemy – John C. Joseph og Jan Stussy - Agueda Martinez: Our People, Our Country - First Edition - Of Time, Tombs and Treasures - The Shetland Experience | - I'll Find a Way – Beverly Shaffer og Yuki Yoshida - Den fjollede tjener – William E. McEuen - Floating Free – Jerry Butts - Notes on the Popular Arts – Saul Bass - Spaceborne – Philip Dauber |
| Bedste korte animationsfilm | Bedste originale musik |
| - Le château de sable – Co Hoedeman - Bead Game – Ishu Patel - A Doonesbury Special – John Hubley (posthumous nomination), Faith Hubley and Garry Trudeau - Jimmy the C – James Picker, Robert Grossman and Craig Whitaker | - Star Wars – John Williams - Nærkontakt af tredie grad – John Williams - Julia – Georges Delerue - Hærføreren – Maurice Jarre - Spionen der elskede mig – Marvin Hamlisch |
| Bedste musik: Sangbaseret eller adapteret | Bedste sang |
| - A Little Night Music – Adapteret aF Jonathan Tunick - Peter og Dragen Elliot – Sangpartitur Al Kasha og Joel Hirschhorn; Adapteret af Irwin Kostal - Cinderella og prinsen – Sangpartitur Richard M. Sherman og Robert B. Sherman; Adapteret af Angela Morley | - "You Light Up My Life" from You Light Up My Life – Musik og tekst af Joseph Brooks - "Candle on the Water" from Peter og Dragen Elliot – Musik og tekst af Al Kasha og Joel Hirschhorn - "Nobody Does It Better" from Spionen der elskede mig – Musik af Marvin Hamlisch; Tekst af Carole Bayer Sager - "The Slipper and the Rose Waltz (He Danced with Me/She Danced with Me)" from Cinderella og prinsen – Musik og tekst af Richard M. Sherman og Robert B. Sherman - "Someone's Waiting for You" from Bernard og Bianca – Musik af Sammy Fain; tekst af Carol Connors og Ayn Robbins |
| Bedste lyd | Bedste kostumer |
| - Star Wars – Don MacDougall, Ray West, Bob Minkler og Derek Ball - Nærkontakt af tredie grad – Robert Knudson, Robert Glass, Don MacDougall og Gene Cantamessa - Drama i dybet – Walter Goss, Dick Alexander, Tom Beckert og Robin Gregory - Sorcerer – Robert Knudson, Robert Glass, Richard Tyler og Jean-Louis Ducarme - Skillevejen – Theodore Soderberg, Paul Wells, Douglas Williams og Jerry Jost | - Star Wars – John Mollo - Airport 77 – Edith Head og Burton Miller - Julia – Anthea Sylbert - A Little Night Music – Florence Klotz - Hævnen er sød – Irene Sharaff |
| Bedste scenografi | Bedste fotografering |
| - Star Wars – John Barry, Norman Reynolds, Leslie Dilley og Roger Christian - Airport 77 – George C. Webb og Mickey S. Michaels - Nærkontakt af tredie grad – Art Direction: Joe Alves and Daniel A. Lomino; Set Decoration: Phil Abramson - Spionen der elskede mig – Ken Adam, Peter Lamont og Hugh Scaife - Skillevejen – Albert Brenner og Marvin March                                               | - Nærkontakt af tredie grad – Vilmos Zsigmond - Øen og havet – Fred J. Koenekamp - Julia – Douglas Slocombe - Hvor er Mr. Goodbar? – William A. Fraker - Skillevejen – Robert Surtees |
| Bedste klipning | Bedste visuelle effekter |
| - Star Wars – Paul Hirsch, Marcia Lucas og Richard Chew - Nærkontakt af tredie grad – Michael Kahn - Julia – Walter Murch - Det vilde ræs – Walter Hannemann og Angelo Ross - Skillevejen – William H. Reynolds | - Star Wars – John Stears, John Dykstra, Richard Edlund, Grant McCune og Robert Blalack - Nærkontakt af tredie grad – Gregory Jein, Roy Arbogast, Douglas Trumbull, Matthew Yuricich og Richard Yuricich |

### Academy Honorary Awards
- Margaret Booth

### Jean Hersholt Humanitarian Award
- Charlton Heston

### Irving G. Thalberg Memorial Award
- Walter Mirisch

### Special Achievement Awards
- Ben Burtt for skabelsen af rumvæsener og robotstemmer i Star Wars
- Frank Warner for at redigere lydeffekter til Nærkontakt af tredie grad